# Cái chết và quốc tang Elizabeth II của Anh
Elizabeth II, Nữ vương Vương quốc Anh và 14 Vương quốc Thịnh vượng chung khác, và là vị quân chủ trị vì lâu nhất Vương quốc Anh, đã băng hà vào ngày 8 tháng 9 năm 2022 tại lâu đài Balmoral, Scotland, hưởng thọ 96 tuổi. Thông báo được Cung điện Buckingham đưa ra vào 18:30 BST, và được đọc trực tiếp trên đài BBC. Trước đó cùng ngày, các bác sĩ thông báo tình trạng sức khỏe của bà đáng quan ngại và đã đặt bà theo diện theo dõi y tế.
Nữ vương Elizabeth băng hà đã chính thức bắt đầu Chiến dịch Cầu Luân Đôn, một kế hoạch bao gồm các thủ tục về cái chết của bà, trong đó bao gồm việc tổ chức tang lễ.

## Bối cảnh

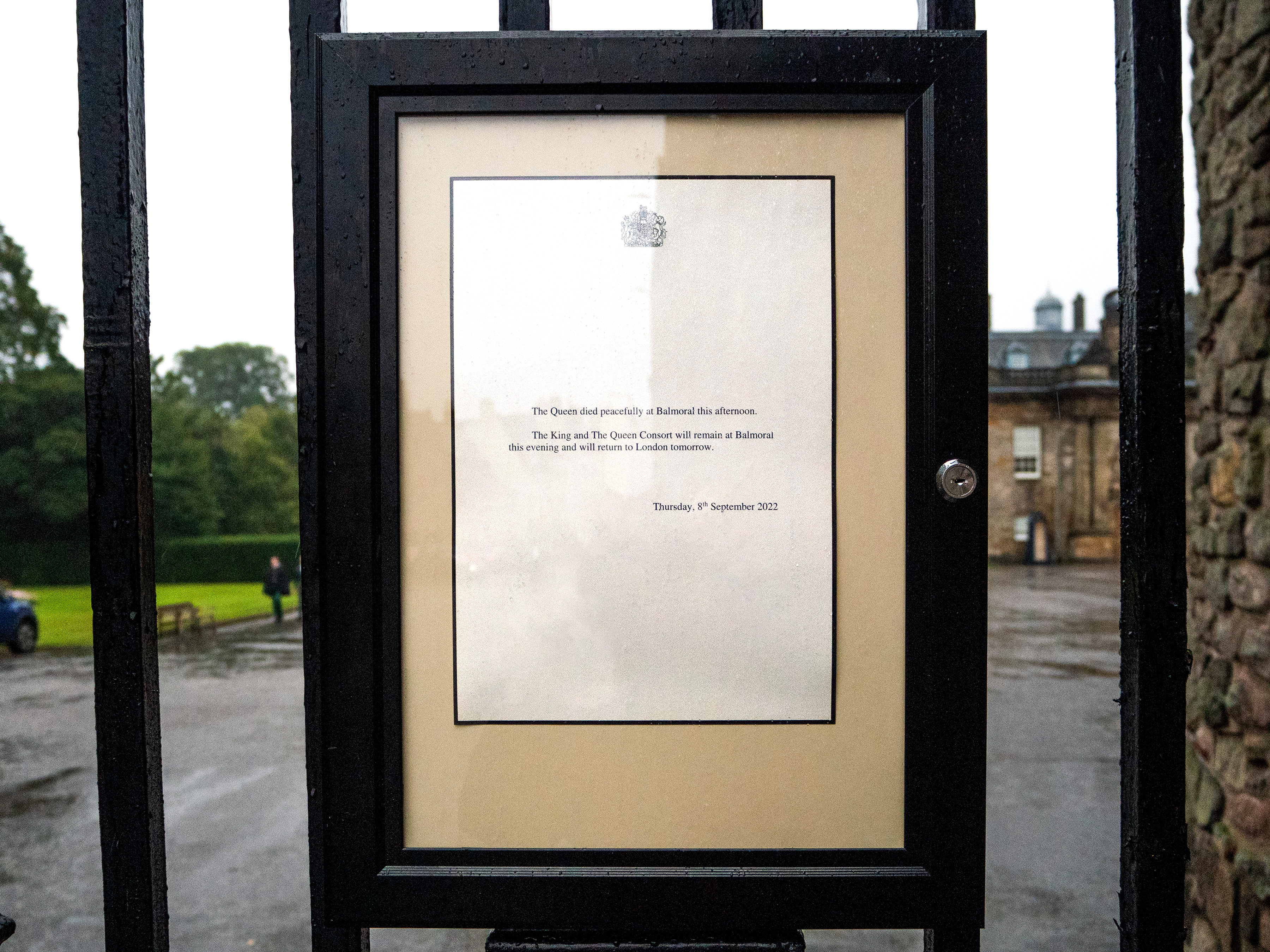
Thông báo về Nữ vương Elizabeth II băng hà được treo tại Cung điện Holyrood, Edinburgh

Sức khỏe của Nữ vương bắt đầu giảm sút kể từ cái chết của chồng bà, Philippos của Hy Lạp và Đan Mạch. Tháng 10 năm 2021, bà bắt đầu sử dụng gậy để di chuyển khi giao lưu với công chúng. Sau khi nhập viện vào ngày 20 tháng 10, các chuyến thăm đến Bắc Ireland, hội nghị COP26 tại Glasgow, và tại Lễ Tưởng niệm Quốc gia năm 2021 bị hủy vì lý do sức khỏe.
Tháng 6, Nữ vương không tham dự lễ nhà thờ trong Lễ Hân hoan Bạch kim của bà. Các nguồn tin chính thống thông báo Nữ vương cảm thấy "không thoải mái" khi đứng tại lễ duyệt binh mừng sinh nhật chính thức của bà trong ngày đầu buỗi lễ hân hoan. Trong Lễ Hân hoan, Nữ vương xuất hiện phần lớn thời gian tại ban công của cung điện và đã bỏ lỡ buổi Lễ Tạ ơn Quốc gia.
Nữ vương có mặt tại lễ tạ ơn Hoàng tế Phillip tại Tu viện Westminster vào ngày 29 tháng 3, nhưng bà không tham dự Ngày Thịnh vượng chung hằng năm diễn ra cùng tháng hay lễ Royal Maundy vào tháng 4. Bà cũng lần đầu bỏ lỡ buổi Mở màn Quốc Hội Anh vào tháng 5 sau 59 năm. Thay thế bà, Quốc hội được mở màn bởi Charles, Thân vương xứ Wales và William, Công tước xứ Cambridge. Thân vương xứ Wales, người kế vị bà, đảm nhiệm nhiều trọng trách hơn vào cuối đời của Nữ vương.
Tháng 9, hai ngày trước khi băng hà, Nữ vương phá vỡ truyền thống khi bổ nhiệm Liz Truss làm Thủ tướng Anh tại Lâu đài Balmoral (nơi Nữ vương đang đi nghỉ lễ), thay vì tại Cung điện Buckingham.

## Nữ vương băng hà và các hoạt động tưởng niệm

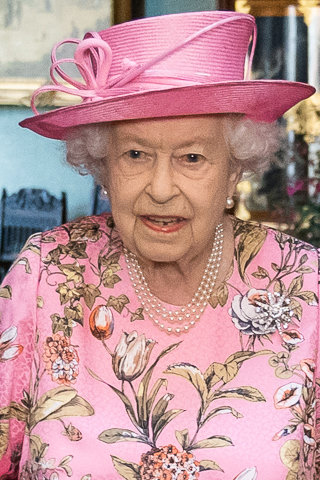
Nữ vương Elizabeth II vào năm 2021

### Nữ vương băng hà và thông báo chính thức
Khoảng 12:30 BST ngày 8 tháng 9 năm 2022, Cung điện Buckingham thông báo Nữ vương đang được theo dõi y tế tại Lâu đài Balmoral sau khi các bác sĩ bày tỏ quan ngại. Thông báo viết: "Sau khi đánh giá thêm vào sáng nay, các bác sĩ của Nữ vương lo ngại sức khỏe của bà và đã khuyến cáo Nữ vương nên tiếp tục được theo dõi y tế. Nữ vương đang cảm thấy thoải mái và vẫn đang ở Balmoral." Bốn người con của Nữ vương cùng với con dâu, và Vương tử William và Vương tử Harry, đều tề tụ cùng bà.
Khoảng 14:00, đài BBC dừng lịch phát sóng của các chương trình BBC One cho đến 18:00 để theo dõi tình trạng của Nữ vương, và các phóng viên của BBC đều mặc trang phục màu đen. Các bản tin đặc biệt về tình trạng của bà diễn ra trên các đài truyền hình Vương quốc Anh khác như ITV, Channel 4 và Channel 5. Lúc 15:00, một phóng viên thuộc BBC, Yalda Hakim, thông báo trên Twitter, trước cả các thông báo chính thức, rằng Nữ vương Elizabeth II đã chết. Cô sau đó xóa dòng tweet này.
Lúc 16:30, Thủ tướng Liz Truss được thông báo về việc Nữ vương băng hà.

Trang web chính thức của Vương thất Anh thông báo về việc Nữ vương băng hà lúc 18:30 BST, nói rằng: 
"The Queen died peacefully at Balmoral this afternoon.
The King and The Queen Consort will remain at Balmoral this evening and will return to London tomorrow."
Tiếng Việt:
"Nữ vương đã băng hà một cách thanh thản tại cung điện Balmoral chiều nay.
Quốc vương cùng Vương hậu sẽ ở lại Balmoral tối nay và trở lại London vào ngày mai." 
Thông báo chính thức trên truyền hình được đưa ra lúc 18:31, và được đọc bởi Huw Edwards trên đài BBC. Sau khi Nữ vương chết, một cầu vồng đôi đã xuất hiện bên trên Cung điện Buckingham.

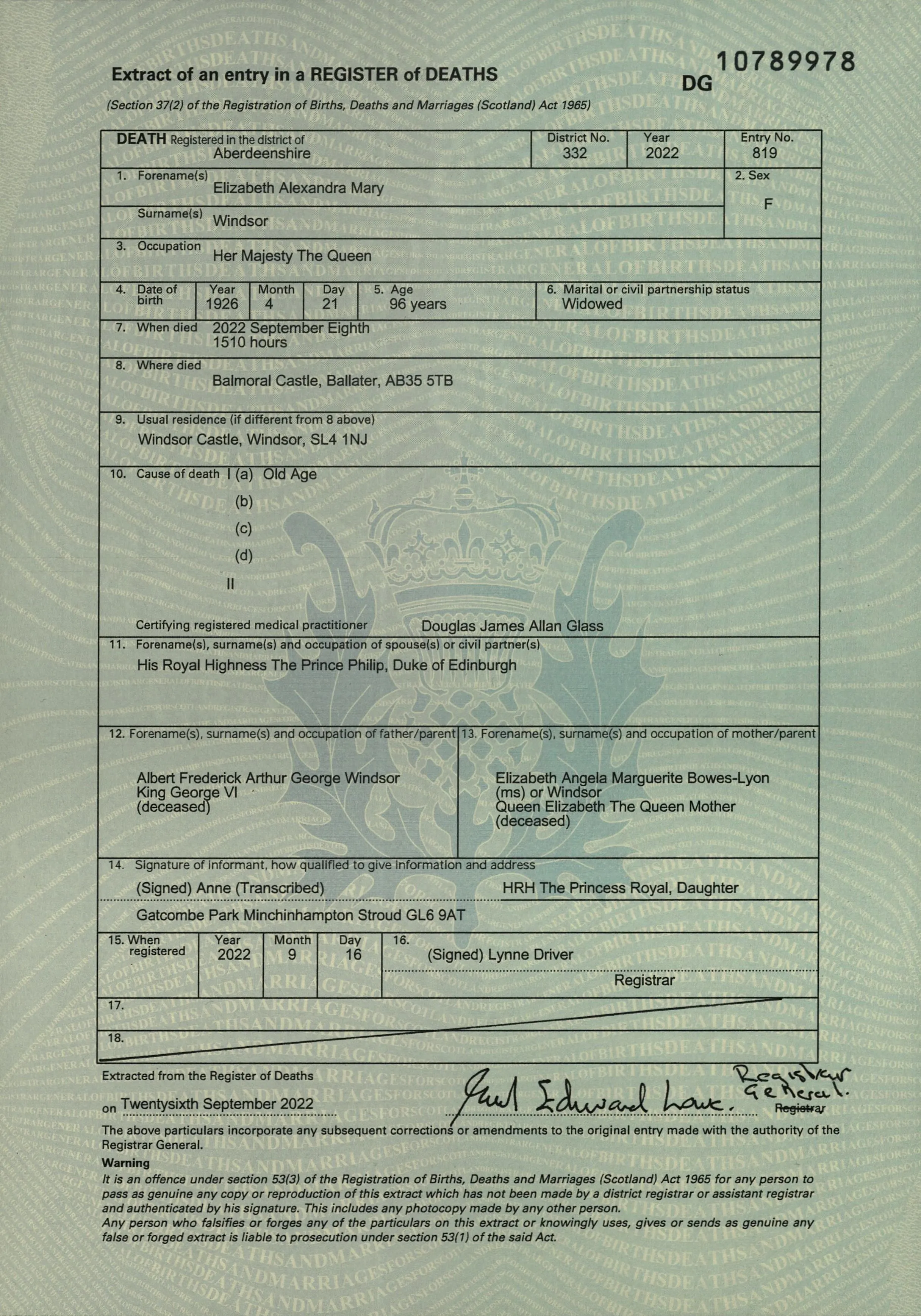
Bản sao giấy chứng tử của cố Nữ vương Elizabeth II

Tháng 9 năm 2022, cơ quan lưu trữ Scotland công bố bản sao giấy chứng tử của cố Nữ vương, trong đó nguyên nhân bà băng hà là "do tuổi già". Còn theo cuốn hồi kí “Unleashed” của ông Boris Johnson thì nói rằng Nữ vương băng hà do căn bệnh ung thư xương

### Lễ viếng
Sau khi linh cữu của cố Nữ vương đến London từ Scotland, bà được đưa đến Cung điện Buckingham, trước khi được đưa đến Đại sảnh Westminster vào ngày hôm sau để tổ chức lễ viếng.
Khi lĩnh cữu của cố Nữ vương đến sân bay RAF Northolt của Không quân Hoàng gia, đội cận vệ của Nữ vương làm nhiệm vụ khiêng linh cữu và đội danh dự.

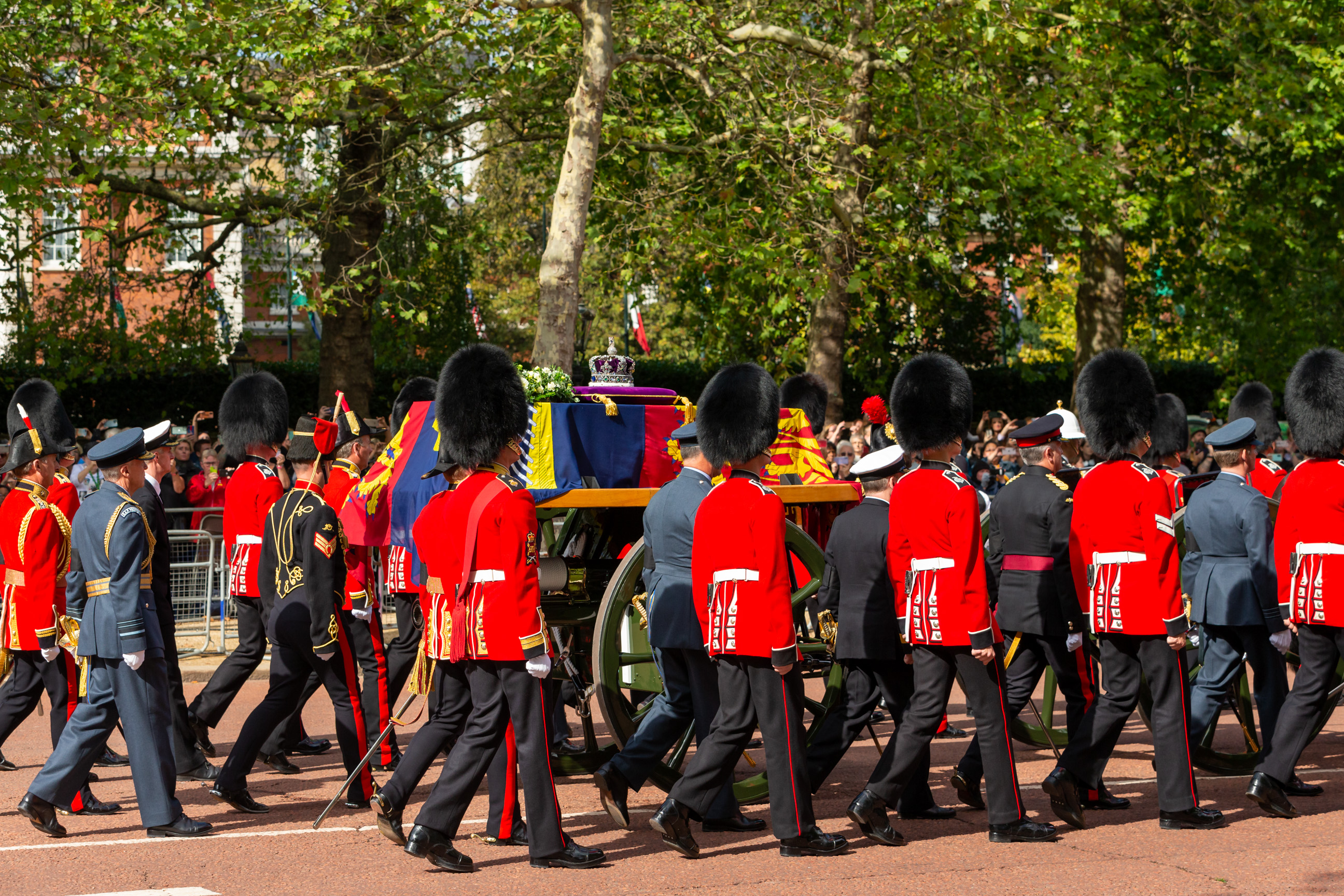
Linh cữu của cố Nữ vương được rước từ Cung điện Buckingham đến Đại sảnh Westminster trên xe ngựa kéo pháo

Xe chở linh cữu đi qua London đến cung điện Buckingham. Nhiều người đã đứng dọc tuyến đường mà xe chở linh cữu đi qua. Quan tài sau đó được được trong phòng Bow Room tại Cung điện Buckingham trước sự chứng kiến của thành viên vương thất.
Linh cữu của Nữ vương sau đó được rước đến Đại sảnh Westminster trên xe ngựa kéo pháo của kỵ binh pháo Hoàng gia. Quốc vương, các thành viên nam giới của Vương thất, và Vương nữ vương thất Anne đi theo sau linh cữu. Chuông tháp Big Ben rung lên mỗi phút một lần và pháo kỵ binh Hoàng gia được bắn một loạt mỗi phút từ công viên Hyde. 
Các thành viên của ba lực lượng vũ trang thành lập một đội danh dự để đón linh cữu tại Quảng trường Parliament. Sau đó, chiến sĩ của đội cận vệ của Nữ vương đặt quan tài lên bệ cao (catafalque) trong Đại sảnh Westminster. Tổng giám mục Canterbury và Niên trưởng Westminster cử hành một buổi lễ trước sự chứng kiến của vương thất.

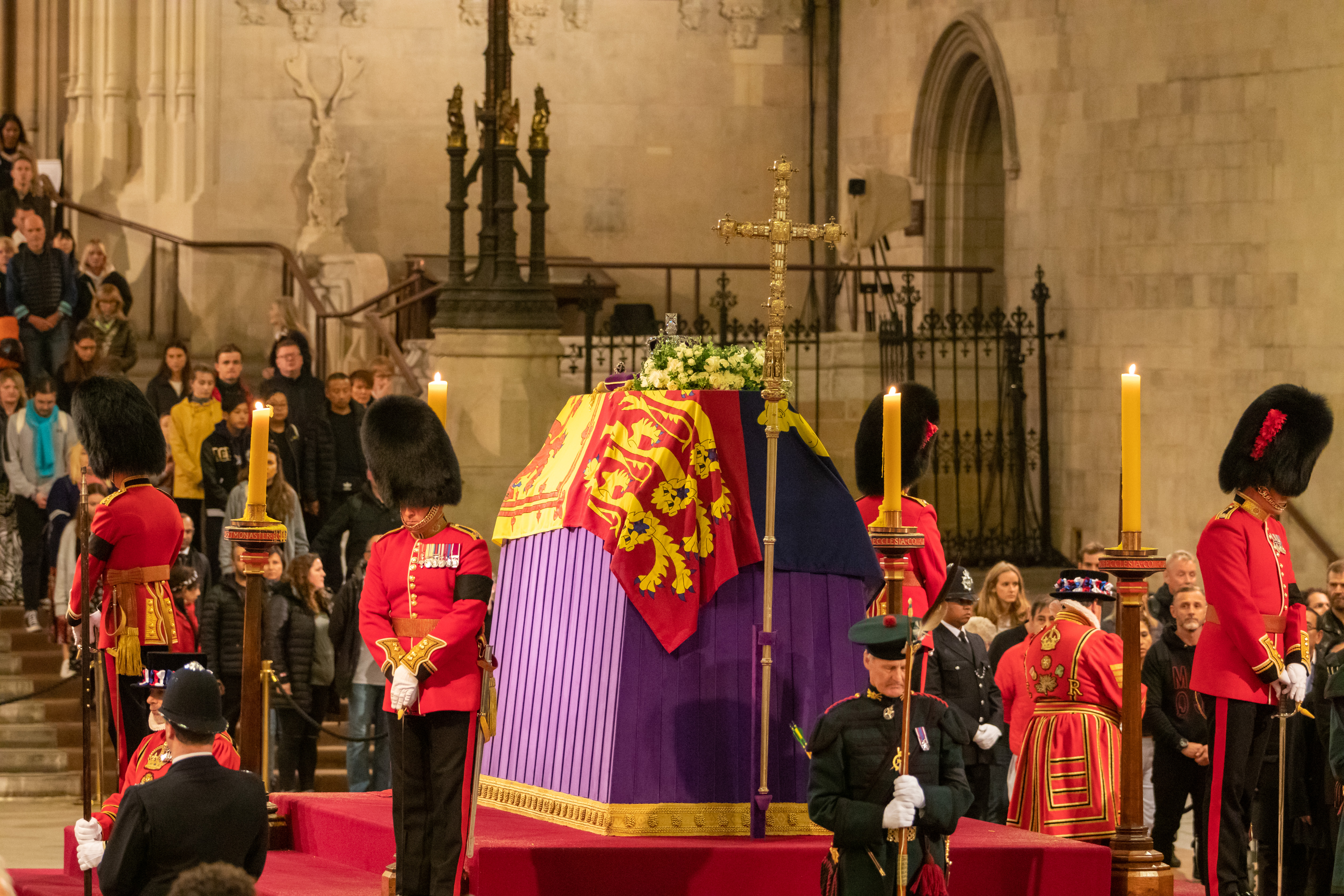
Linh cữu của cố Nữ vương Elizabeth II được quàn tại Đại sảnh Westminster

Linh cữu của cố Nữ vương được quàn tại Đại sảnh Westminster từ 17 giờ 00 ngày 14 tháng 9 đến 06 giờ 30 ngày 19 tháng 9.
Linh cữu được trông bởi thành viên đội cận vệ Quốc vương và thành viên bộ phận Quản gia. Vương miện Imperial State, quả cầu của quân chủ (quả cầu thánh giá) và vương trượng được đặt trên quan tài. Dự kiến có khoảng 250.000 người dân và các chính trị gia, nhân vật của công chúng đã đến viếng cố Nữ vương . BBC và ITV truyền hình trực tiếp lễ viếng của cố Nữ vương.
Tối ngày 16 tháng 9, Quốc vương Charles III cùng các con của cố Nữ vương cử hành nghi lễ canh thức quanh linh cữu trong khoảng 10 phút, và trong ngày 17 tháng 9, tám người cháu của cố Nữ vương cũng thực hiện nghi lễ canh thức. Hoàng tử Andrew và Hoàng tử Harry, các thành viên vương thất đã mất danh hiệu vương thất, được phép mặc lễ phục quân đội trong các nghi lễ kể trên.
Trong ngày 18 tháng 9, các đội kèn túi tại bốn địa điểm khác nhau ở Scotland đã cử nhạc "Ký ức bất tử" ("The Immortal Memory") vào lúc 18 giờ 00. Vào lúc 20 giờ 00, toàn Vương quốc Anh dành một phút mặc niệm.

#### Dòng người vào viếng linh cữu cố Nữ vương
Nhà chức trách bố trí hai tuyến để người dân vào viếng cố Nữ vương. Các tuyến được mở 48 giờ trước giờ bắt đầu lễ viếng. Tuyến viếng chính đạt độ dài đến 16 km và thời gian chờ đợi vào viếng lên đến 25 giờ. Dòng người vào viếng cố Nữ vương phản ánh văn hóa xếp hàng nổi tiếng của người Anh. Tuyến viếng phụ dành cho người khuyến tật có độ dài ngắn hơn.

## Tang lễ

### Kế hoạch

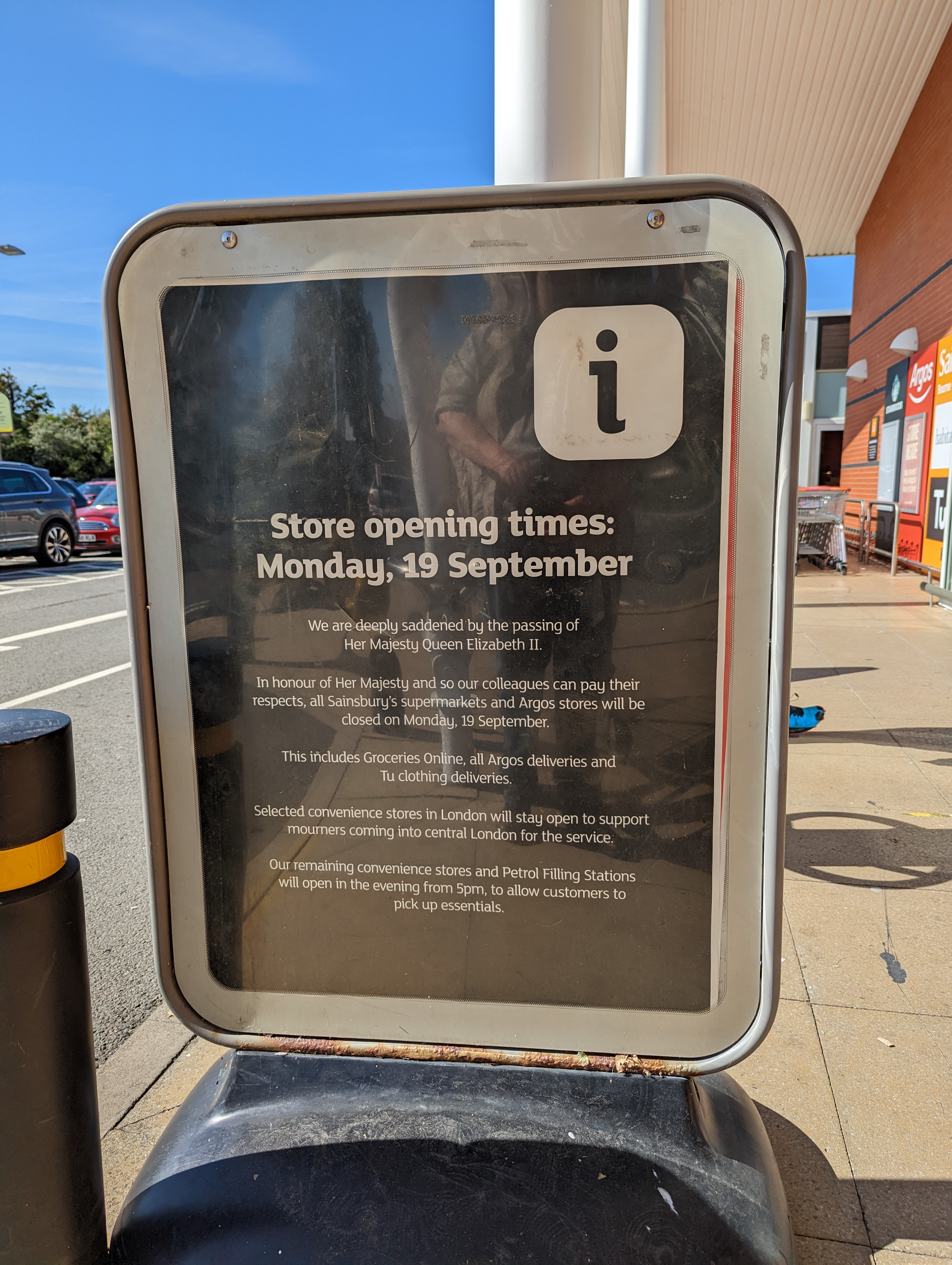
Bảng hiệu báo đóng cửa cửa hàng vào ngày quốc tang

Kế hoạch cho sự ra đi của Nữ vương được hình thành từ những năm 60 của thế kỷ XX và Nữ vương được tham mưu về tất cả những chi tiết trong tang lễ của bà.
Văn phòng Bộ Ngoại giao Vương quốc Anh phụ trách gửi thư mời, liên lạc, và thu xếp an ninh từ trụ sở có tên "The Hangar", bố trí lại công việc cho 300 cán bộ.
500 khách mời và nguyên thủ quốc gia được dự kiến đến tham dự tang lễ của nữ vương. Thư mời được gửi đến tất cả các nước có thiết lập quan hệ ngoại giao với Vương quốc Anh, ngoại trừ Nga, Belarus, và Myanmar; Syria, Venezuela, và Afghanistan được yêu cầu không đến dự.  Tang lễ được tính toán thời gian kỹ lưỡng để khách mời có tham gia Đại hội đồng Liên hợp quốc ngày hôm sau có đủ thời gian để di chuyển đến New York.
Ngày quốc tang được tuyên bố là ngày nghỉ lễ tại Vương quốc Anh. Nhiều doanh nghiệp, công sở, cơ sở giáo dục đóng cửa, kể cả các siêu thị lớn và Sàn giao dịch chứng khoán London.

### Lễ rước linh cữu về Tu viện Westminster

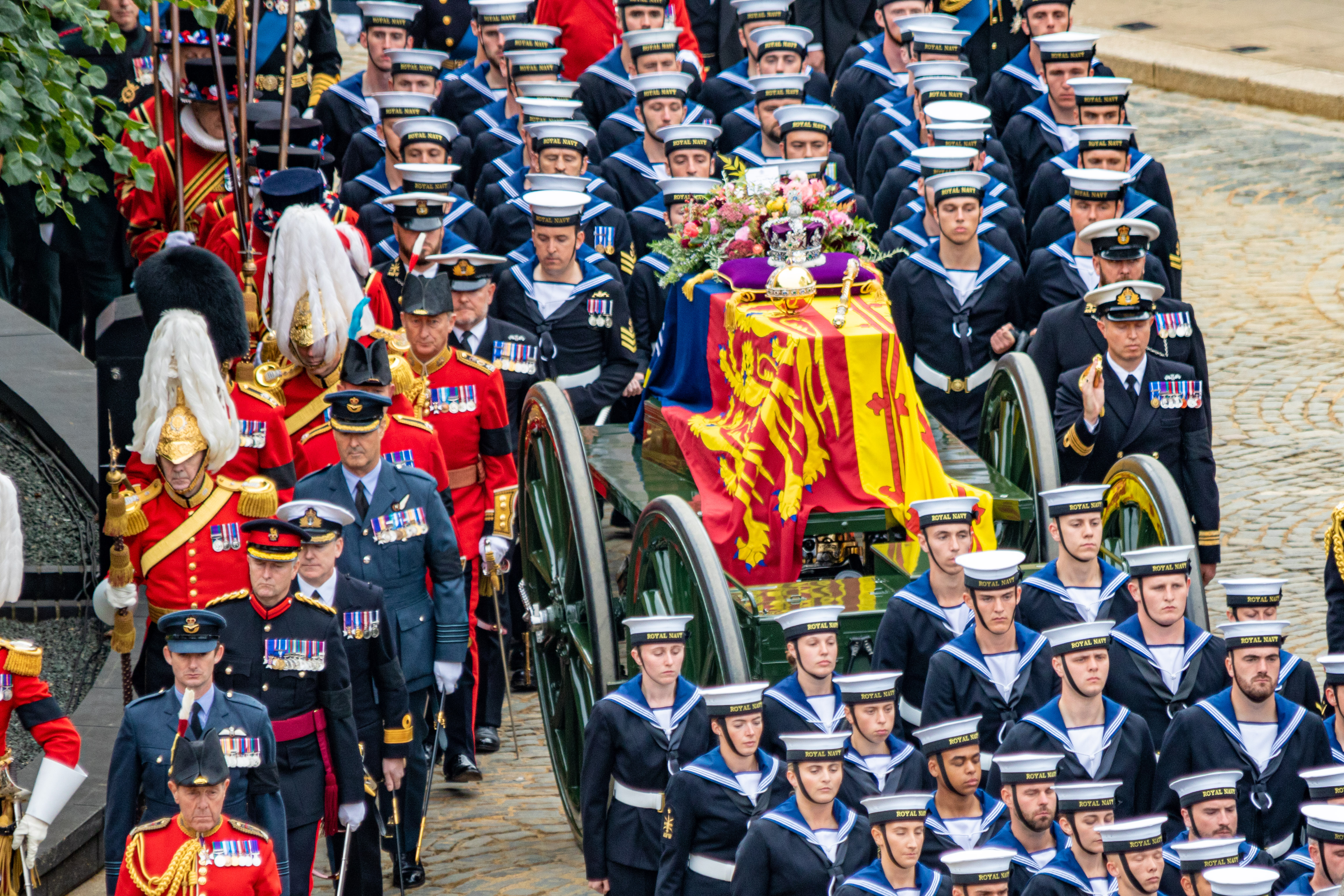
Linh cữu của cố Nữ vương trên xe kéo pháo, kéo bởi hải quân Hoàng gia trong lễ rước đến Tu viện Westminster.

Lúc 10 giờ 44 phút, ngày 19 tháng 9, linh cữu của cố Nữ vương được di chuyển từ Đại sảnh Westminster đến Tu viện Westminster trên xe pháo của Hải quân Hoàng gia. Xe mang linh cữu Nữ vương được kéo bởi các thủy thủ của Hải quân Hoàng gia theo truyền thống có từ tang lễ của Nữ vương Victoria.  Quốc vương Charles III, thành viên vương thất, và nhân viên phục vụ của Quốc vương tháp tùng linh cữu. Các thành viên vương thất đã bị mất danh hiệu, bao gồm Vương tử Andrew, Công tước xứ York và Vương tử Harry, Công tước xứ Sussex không mặc lễ phục quân đội trong lễ quốc tang và lễ an táng. Một vòng hoa với những tán lá được cắt từ các khu vườn của Cung điện Buckingham, Điện Highgrove và Điện Clarence được đặt trên linh cữu, mang dòng chữ của Quốc vương: "In loving and devoted memory. Charles R."  Trước nghi lễ, chuông tenor của Tu viện được rung lên mỗi phút một lần trong 96 phút, tượng trưng cho 96 năm của cuộc đời cố Nữ vương. Linh cữu đến Tu viện Westminster lúc 10 giờ 52 phút.

### Lễ tang
Lễ tang của cố Nữ vương được tổ chức theo nghi lễ của Giáo hội Anh. Tang lễ bắt đầu lúc 11 giờ 00 phút và được cử hành bởi Niên trưởng Tu viện Westminster, David Hoyle. 

### Lễ rước ở London và Windsor

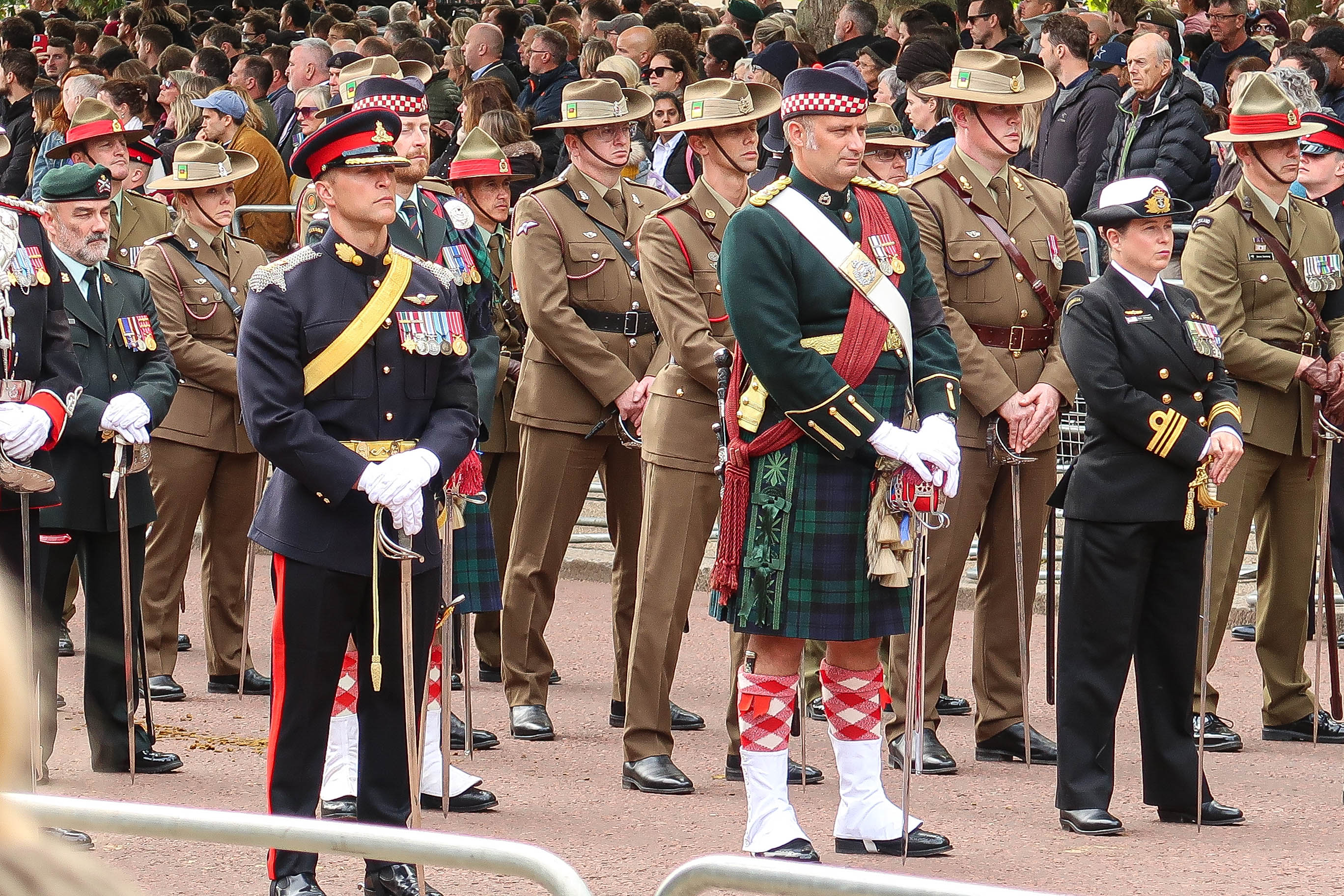
Đại diện từ Canada, Australia, và New Zealand trong lễ rước đến cổng vòm Wellington.

Sau lễ tang là hai lễ rước. Lễ rước đầu tiên từ Tu viện Westminster đến cổng vòm Wellington. Tại đây linh cữu của Nữ vương được đặt lên một xe tang. Linh cữu sau đó được chuyển đến Windsor để tổ chức lễ rước thứ hai, đi qua công viên lớn Windsor. 
Lễ rước ở London bắt đầu lúc 12 giờ 15 phút, có sự tham dự của khoảng 3.000 quân nhân, kéo dài hơn một dặm. Đoàn rước bắt đầu từ Tu viện và đi qua đường Whitehall, đi qua doanh trại Horse Guards, lên đại lộ The Mall, đi qua cung điện Buckingham, và đi lên đồi Constitution Hill đến kết thúc tại cổng vòm Wellington gần công viên Hyde. Khoảng một triệu người đứng dọc quanh các tuyến đường ở trung tâm thủ đô London để theo dõi lễ rước.
Đi đầu lễ rước là các đại diện của các lực lượng vũ trang trong khối Thịnh vượng chung, được dẫn đầu bởi thành viên của Cảnh sát Hoàng gia Canada (cưỡi ngựa), sau đó là đại diện của Không quân Hoàng gia, Quân đội Anh, Hải quân Hoàng gia và Thủy thủ Hoàng gia; đi theo sau là các nhân viên quốc phòng và tuyên úy lực lượng vũ trang, sĩ quan vũ trang và bộ phận quản gia của hoàng gia. Phía sau là linh cữu của cố Nữ vương trên xe kéo pháo kéo bởi thủy thủ của Hải quân Hoàng gia và bao quanh bởi lực lượng hộ tống. Quốc vương và thành viên vương thất Anh đi theo sau, một số hành quân theo sau linh cữu, một số đi bằng xe ô tô. Sau cùng đoàn rước là một số đại diện của các tổ chức dân sự.

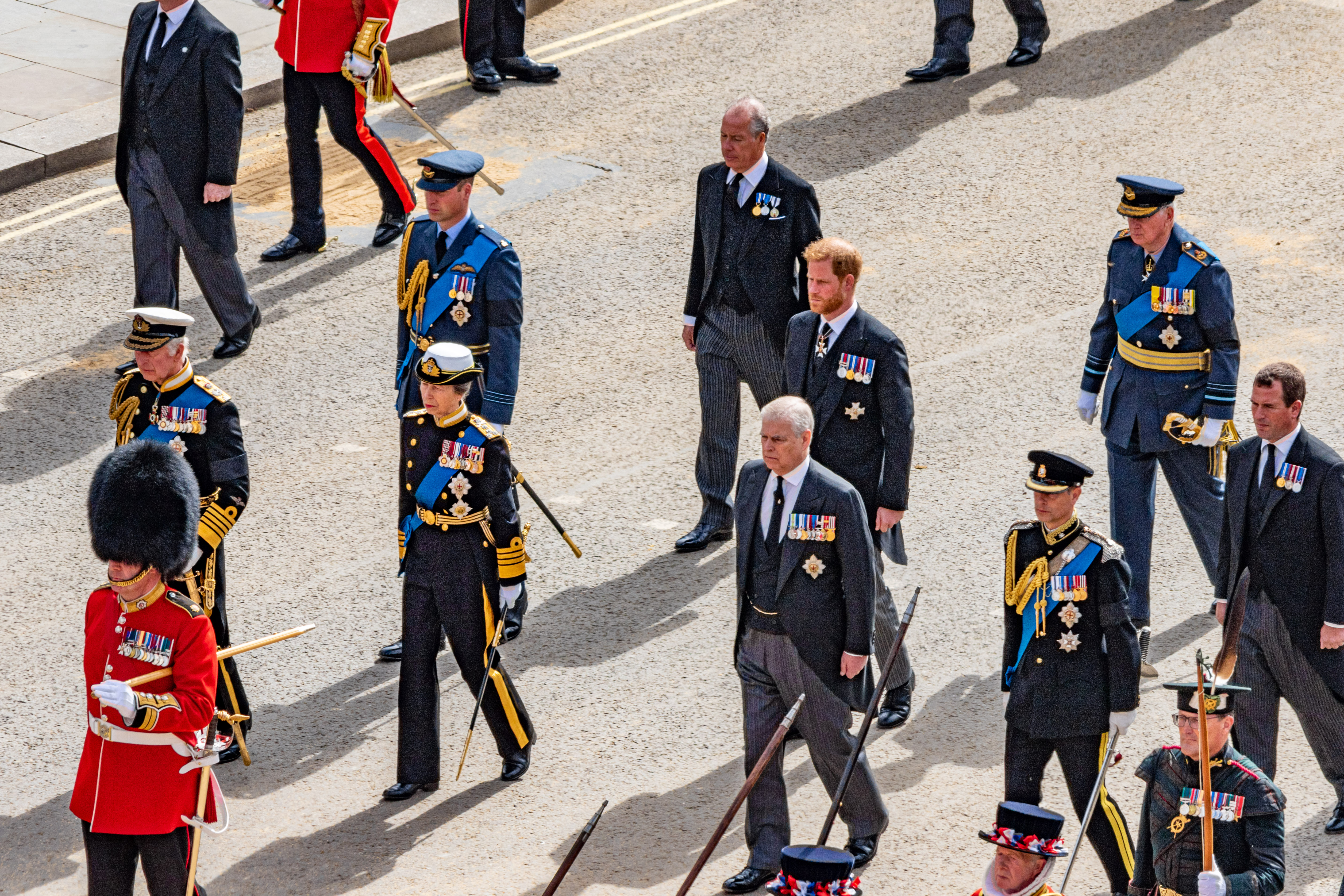
Thành viên vương thất đi theo sau linh cữu cố Nữ vương Elizabeth II.

Trong lúc cử hành lễ rước, các hành khúc tang lễ được cử bởi bảy ban nhạc quân đội. Chuông tháp đồng hồ Big Ben được rung lên mỗi phút một lần. Lực lượng kỵ binh pháo hoàng gia của Quốc vương bắn mỗi phút một loạt pháo. Các cờ hiệu được mang rủ và thành viên trong lễ rước chào khi đoàn rước đi qua đài tưởng niệm Cenotaph. Tại cung điện Buckingham, vệ binh của Quốc vương chào kiểu hoàng gia trước đài tưởng niệm Victoria và cán bộ của cung điện chờ ở trước cổng cung điện. Tại cổng vòm Wellington, linh cữu được chuyển sang xe chở linh cữu để bắt đầu hành trình đến Windsor. Xe chở linh cữu rời London để đến Windsor lúc 13 giờ 30 phút. Tháp tùng linh cữu là Vương nữ Vương thất Anne và Timothy Laurence. Xe chở linh cữu di chuyển trên các đường loại A (A-roads) để cho phép công chúng đứng dọc theo tuyến đường mà xe đi qua.
Vào lúc 15 giờ, linh cữu đến Windsor để tổ chức lễ rước cuối cùng. Lễ rước bao gồm 1.000 quân nhân, đi xuống đường Long Walk đến Nhà nguyện St. George. Có khoảng 97.000 người đứng dọc theo tuyến đường. Emma, chú ngựa yêu thích của cố Nữ vương, và Muick and Sandy, hai chú chó corgi của Hoàng gia đứng cạnh đoàn rước. Quốc vương và thành viên vương thất tham gia đoàn rước tại sân vuông bên trong cung điện Windsor. Trong lễ rước, chuông Sebastopol và chuông tháp Curfew được rung lên và quân đoàn của Quốc vương, kỵ binh pháo Hoàng gia bắn một loạn đạn mỗi phút từ sân phía Đông của lâu đài. Kết thúc lễ rước, linh cữu của Nữ vương được đưa vào Nhà nguyện St. George qua bậc thềm phía tây với đội danh dự được thành lập bởi Tiểu đoàn 1 Cận vệ Grenadier.

### Nghi lễ vĩnh biệt
Nghi lễ vĩnh biệt cử hành lúc 16 giờ với sự tham dự của 800 khách mời, phần lớn là cán bộ bộ phận quản gia hoàng gia và cán bộ của các tư dinh của cố Nữ vương; cùng với thành viên Vương thất, toàn quyền và thủ tướng của các vương quốc thuộc khối Thịnh vượng chung, và các thành viên của hoàng gia các nước. Nghi lễ được cử hành theo nghi thức của Giáo hội Anh, chủ trì bởi Niên trưởng Windsor.
Gần cuối buổi lễ, Vương miện Imperial State, quả cầu thánh giá và vương trượng được gỡ khỏi quan tài và đặt lên bàn thờ. Quốc vương Charles III đặt cờ hiệu cận vệ hoàng gia lên quan tài. Sau đó, quản gia trưởng của Hoàng gia bẻ gậy, đánh dấu một cách biểu tượng sự kết thúc của vương triều Elizabeth II, và đặt hai mảnh gậy lên quan tài.

### Lễ an táng
Sau tang lễ, cố Nữ vương được an nghỉ tại Nhà nguyện Vua George VI trong một buổi lễ riêng tư được tham dự bởi các thành viên vương thất thân cận nhất vào lúc 19 giờ 30 phút. Linh cữu của cố Nữ vương được an táng bên cạnh cha của bà, cố Quốc vương George VI, mẹ của bà, cố vương hậu Elizabeth, và tro cốt của em gái bà, Vương nữ Margaret. Di hài của Vương phu Philip, chồng của cố Nữ vương, trước đó được an táng tạm thời ở hầm mộ Hoàng gia năm 2021, được di chuyển đến nhà nguyện để đặt cùng với phần mộ của Nữ vương sau lễ an táng.
Quan tài của cố Nữ vương Elizabeth II được sản xuất hơn 30 năm trước tang lễ. Nó được làm bằng gỗ sồi của Anh và được đệm bằng chì để bảo vệ linh cữu khỏi sự xâm nhập của độ ẩm. Do đó, quan tài rất nặng và phải được đến tám người khiêng (thay vì sáu người như thường lệ).

## Kế vị

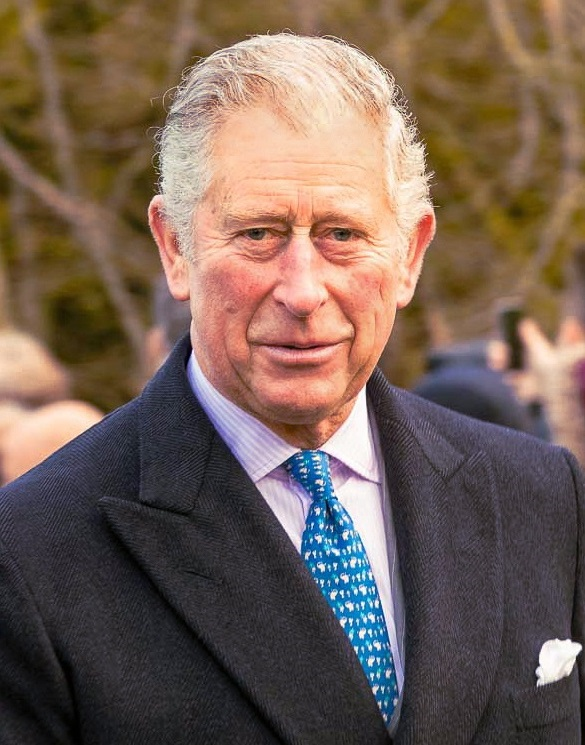
Charles III vào năm 2017

Sau khi Nữ vương băng hà, con trai cả Charles III chính thức kế vị Elizabeth II để trở thành Quốc vương của Vương quốc Anh và 14 Vương quốc Thịnh vượng chung khác.

## Phản ứng
Theo thông lệ có từ cái chết của Diana, Vương phi xứ Wales, quốc kỳ Liên hiệp tại Cung điện Buckingham sẽ được treo rủ. Vì vị quân chủ mới có mặt tại Lâu đài Balmoral sau khi ông trở thành Quốc vương, lá cờ vương gia vẫn được treo tại lâu đài sau khi Nữ vương băng hà.
Hàng trăm người có mặt bên ngoài Cung điện Buckingham tại London vào thời điểm thông báo được đưa ra. Những người khác quyết định đăng bài chia buồn bà và Vương thất trên các nền tảng mạng xã hội.
Ngày 8 tháng 9 năm 2022, các quốc kỳ tại tòa nhà Nghị viện Canada tại Ottawa và Điện Capitol tại Washington, D.C. được treo rủ để tưởng niệm Nữ vương.
Tổng thống Hoa Kỳ Joe Biden cùng Đệ nhất Phu nhân Jill Biden ra thông báo trên Twitter sau khi Nữ vương băng hà.
Tòa nhà Royal Pavilion tại Brington, nước Anh, được thắp sáng màu tím để tưởng niệm Nữ vương.